# Rhynchosauria
A Rhynchosauria az archosaurusok rokonságába tartozó, szokatlan diapsida hüllők egy csoportja, melynek tagjai a középső triász időszakban éltek. Elterjedt növényevők voltak, fosszilis maradványaikat Anglia, Észak-Amerika, Brazília, India, valamint Kelet- és Dél-Afrika területén is felfedezték (egyes lelőhelyeken a megtalált fajok 40–60%-át tették ki).

## Anatómia

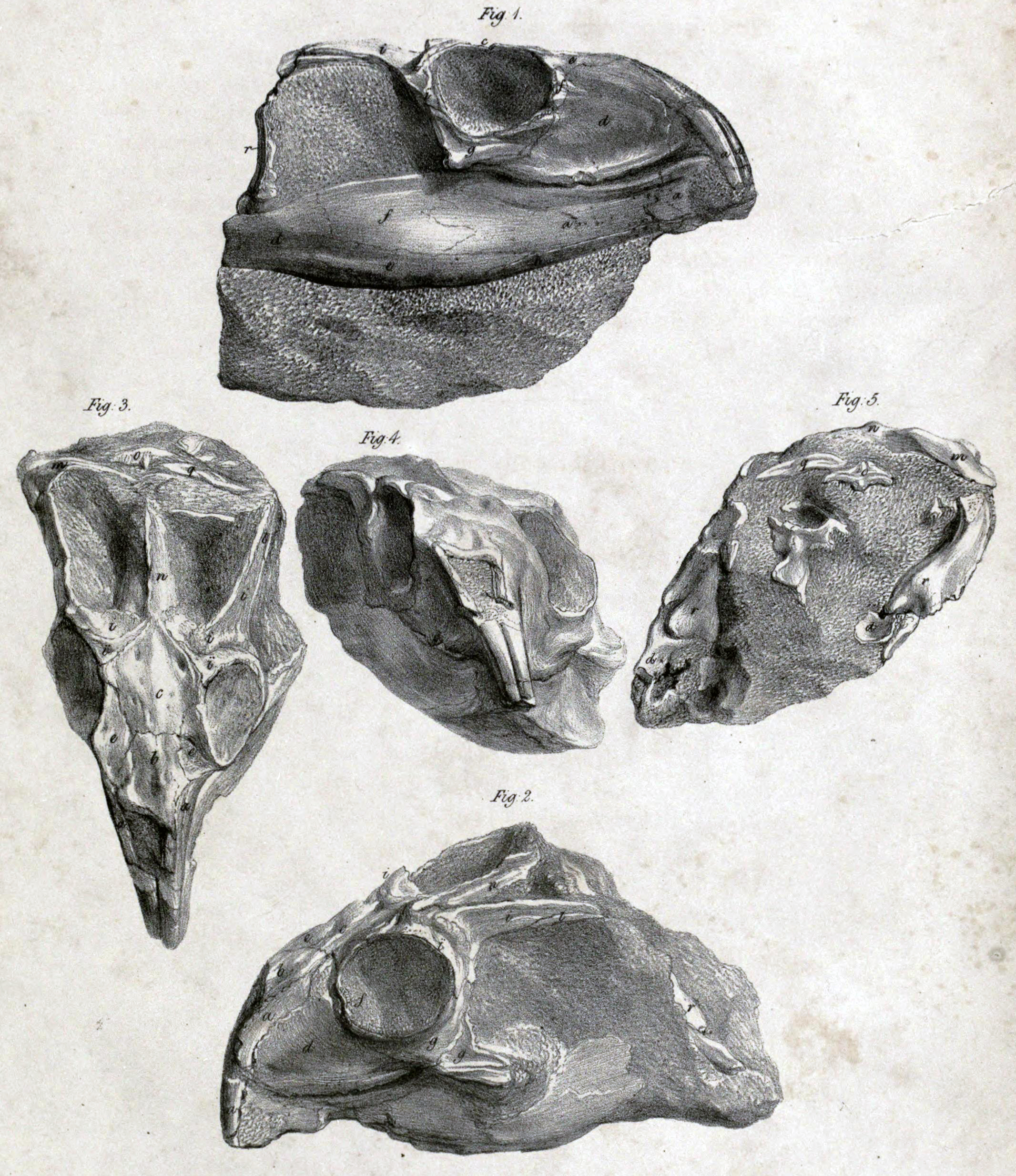
A Rhynchosaurus articeps koponyája

A rhynchosaurusok zömök testtel, rövid lábakkal és egy erőteljes állcsonttal rendelkeztek, mely a felső és az alsó részén egy-egy fogat tartalmazott. A premaxilla fogatlan volt, és egy kifelé és lefelé terjeszkedő, kampós „csőrt” formázott. A fogak az állcsont hátsó részén levő csontlemezeken rögzültek, az előrébb elhelyezkedő kopott fogakat hátulról újak váltották fel. Korai kezdetleges képviselőik, például a Dél-Afrika kora triász időszaki rétegeiből származó Mesosuchus és Howesia testfelépítése jóval  gyíkszerűbb volt, a koponyájuk pedig hasonlított a korai diapsida Younginiáéra, eltekintve a csőrtől és néhány egyéb jellegzetességtől.

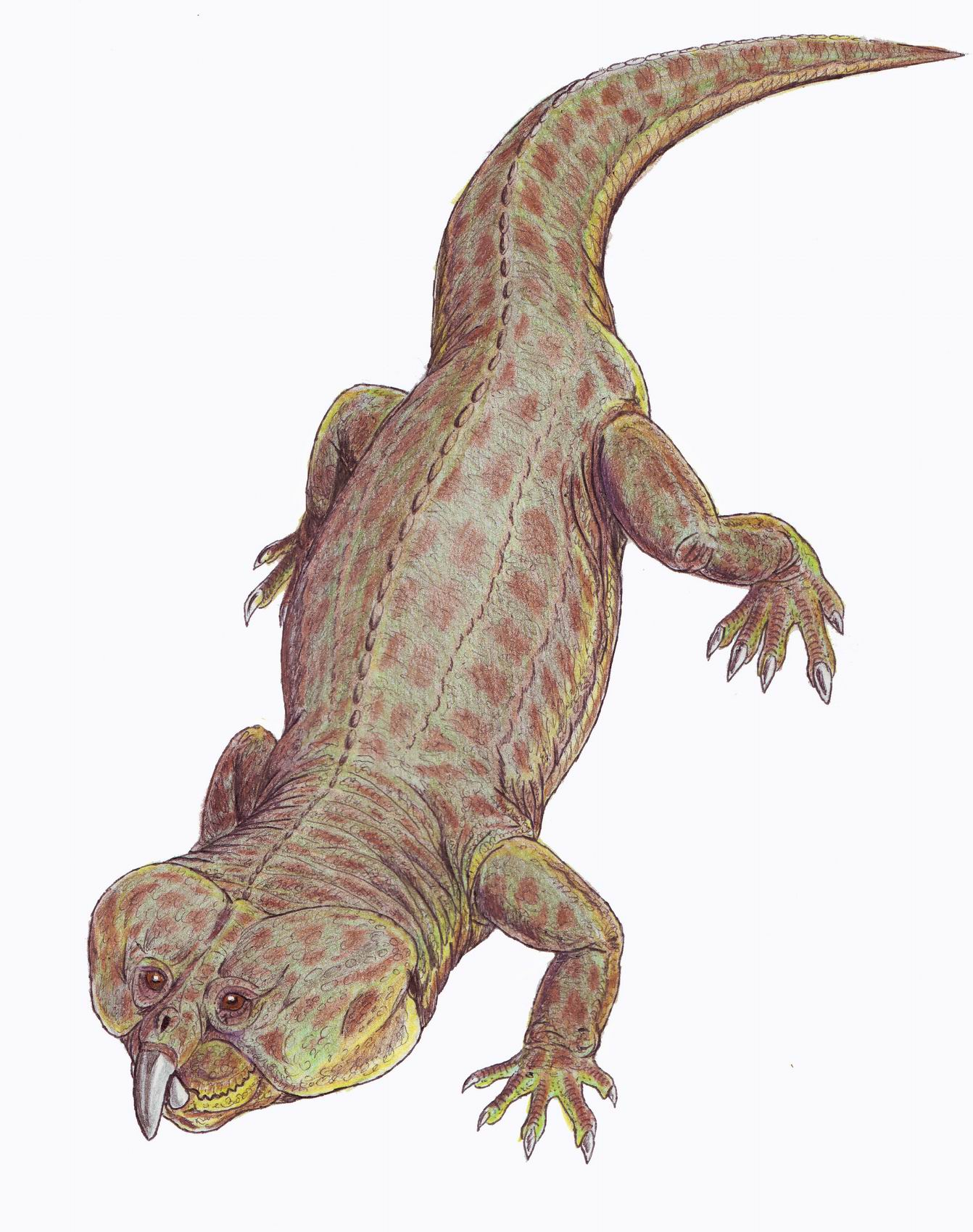
Az Indiában talált késő triász kori Paradapedon

A későbbi, jóval fejlettebb nemek koponyája rövidebbé, szélesebbé és háromszögletűbbé vált. a legfejlettebbeknél például a Hyperodapedonnál (= Scaphonyx) pedig inkább a szélessége növekedett, mint a hossza, és egy mély pofarész tartozott hozzá. Az állkapocs szintén mély volt, és mikor a száj bezárult, erősen összeszorult a maxillával (a felső állcsonttal), ahhoz hasonlóan, ahogy egy zsebkés pengéje behajlik a nyélbe. Ez az ollószerű működés lehetővé tette a rhynchosaurusok számára a növényzet darabolását. A fogaik idővel egyre szélesebbé váltak, majd végül eltűntek. A felső koponyanyílásuk egyre nagyobbra tágult, hogy helyet biztosítson a megnagyobbodott állkapocs izmok számára. A hátsó lábaik erőteljes karmokkal voltak ellátva, melyek a gyökerek és gumók kiásására szolgálhattak. A fejlődésük során a testük mérete is növekedett, a legnagyobb képviselőik elérték a 2,5 méteres hosszúságot. A kor sok más állatához hasonlóan világszerte elterjedtek, megtalálhatóak voltak az egész Pangea területén. A késő triász időszak karni korszakának végén hirtelen kihaltak, feltehetően éhen pusztultak a Dicrodium növények eltűnése miatt.

## Rendszertan
A rhynchosaurusokat eredetileg a csontvázuk anatómiája és a fogazatuk felszínes hasonlósága alapján egy csoportba sorolták be a Sphenodontidae családdal a Lepidosauria öregrenden belül. Később azonban felismerték, hogy a csontvázuk jellegzetességei jóval kezdetlegesebbek és a fogazatuknál is eltérés tapasztalható. A csoportot ma az archosaurusok ág-alapú kládjaként tartják számon.

## Fordítás
- Ez a szócikk részben vagy egészben  a   Rhynchosaur című angol Wikipédia-szócikk ezen változatának fordításán alapul.  Az eredeti cikk szerkesztőit annak laptörténete sorolja fel. Ez a jelzés csupán a megfogalmazás eredetét és a szerzői jogokat jelzi, nem szolgál a cikkben szereplő információk forrásmegjelöléseként.

## Külső hivatkozások
- Dinosaurs of Rio grande do Sul. [2008. január 27-i dátummal az eredetiből archiválva]. (Hozzáférés: 2008. november 14.)
- Mikko's Phylogeny Archive – †Rhynchosauria – rhynchosaurs. (Hozzáférés: 2008. november 14.)
- Order Rhynchosauria – Hierarchy – The Taxonomicon. (Hozzáférés: 2008. november 14.)